# Kenny Johnson
Kenneth Allen 'Kenny' Johnson (New Haven (Connecticut), 13 juli 1963) is een Amerikaans acteur en filmproducent. 

## Biografie
Johnson werd geboren in New Haven (Connecticut) maar groeide op in Vermont. 
Johnson is vanaf 2005 getrouwd en heeft hieruit een kind. 

## Filmografie

### Films
Uitgezonderd korte films.
- 2023 Nine Ball - als Nicky
- 2021 Howl - als Levi
- 2017 Check Point - als Roy
- 2016 Run the Tide - als Bo
- 2015 Blue - als Murphy
- 2015 Solace – als David Raymond
- 2011 Few Options – als Frank Connor
- 2007 The Ungodly – als officier Murphy
- 2006 Zzyzx – als Lou
- 2006 Desolation Canyon – als Press Reynolds
- 2001 Going Back – als Jimmy Joe
- 1998 Blade – als Dennis
- 1998 Archibald the Rainbow Painter – als ??
- 1998 Makor League: Back to the Minors – als Lance Pere
- 1997 Sins of the Mind – als Anders
- 1995 Bushwhacked – als politieagent
- 1994 Red Shoe Diaries 4: Auto Erotica – als knappe ober
- 1993 At Home with the Webbers – als Chuck
- 1990 The Forbidden Dance – als Dave
- 1990 Mirage – als Greg

### Televisieseries
Uitgezonderd eenmalige gastrollen.
- 2023 - 2024 Mayor of Kingstown - als Charlie - 6 afl.
- 2017 - 2024 S.W.A.T. - als Dominique Luca - 130 afl.
- 2014 - 2017 Bates Motel - als Caleb - 18 afl.
- 2016 Secrets and Lies - als Danny Voss - 10 afl.
- 2014 - 2015 Chicago Fire - als Tommy Welch - 7 afl.
- 2014 Covert Affairs - als James Decker - 3 afl.
- 2013 Dexter – als U.S. Marshal Cooper – 3 afl.
- 2012 Burn Notice – als Tyler Gray – 3 afl.
- 2011 – 2012 Prime Suspect – als Matt Webb – 13 afl.
- 2009 – 2011 Sons of Anarchy – als Kozik – 12 afl.
- 2007 – 2010 Saving Grace – als Ham Dewey – 46 afl.
- 2008 – 2009 The Tony Rock Project – als ?? – 2 afl.
- 2002 – 2007 The Shield – als detective Curtis Lemansky – 66 afl.
- 2006 Cold Case – als Joseph Shaw – 5 afl.
- 2001 The Huntress – als Kevin Styles – 2 afl.
- 1998 – 2000 Pensacola: Wings of Gold – als Burner – 27 afl.

### Filmproducent
- 2017 Check Point - film
- 2016 No Stranger Pilgrims - korte film
- 2011 Few Options - film

- Gemeinsame Normdatei: 1295755815
- International Standard Name Identifier: 0000 0000 4736 5593
- Library of Congress Control Number: no2008101147
- Système universitaire de documentation: 235913928
- Virtual International Authority File: 68745592
- WorldCat: E39PBJc3CqhBR3jYYYVJ7BWFKd